# 青木忍
青木 忍（あおき しのぶ、1968年1月26日 - ）は、日本の元ラグビー選手及び元ラグビー監督。

## プロフィール
- 埼玉県出身。
- ポジションはスタンドオフ(SO)。
- 日本代表キャップは5。

## 来歴
大東第一高校時代、1985年度の全国高等学校ラグビーフットボール大会で優勝を経験。1986年に大東文化大学（以下、大東大）に入学し、1年次よりレギュラーの座を掴む。そして同年度の第23回全国大学ラグビーフットボール選手権大会（以下、大学選手権）において、同じく1年生だったシナリ・ラトゥ、ワテソニ・ナモアのトンガからの留学生らとともに、早稲田大学（以下、早大）を決勝で破って、大東大の初優勝に貢献。
1988年度の第25回大学選手権では、明治大学と、決勝で12-12の引き分けながらも2度目の大学日本一を経験。またこの決勝でトライ数の多いチームが日本ラグビーフットボール選手権大会（日本選手権）に進出できることになったことから、全国社会人ラグビーフットボール大会で初優勝した神戸製鋼と対戦している。
1989年5月28日、秩父宮ラグビー場で行われたスコットランド戦で、日本代表として初のキャップを獲得。当時早大の学生だった堀越正巳とともに、「大学生ハーフ団」を結成したが、28-24でスコットランドを破ったそのメンバーの一員として名を連ねた。
その後、リコーへ進んだ。1991年開催のラグビーワールドカップのメンバーにも選ばれたが、松尾勝博にレギュラーポジションの座を明け渡し、試合に出ることはできなかった。
2009年から2012年まで、母校・大東大の監督を務めた。